# 池田町 (福井県)

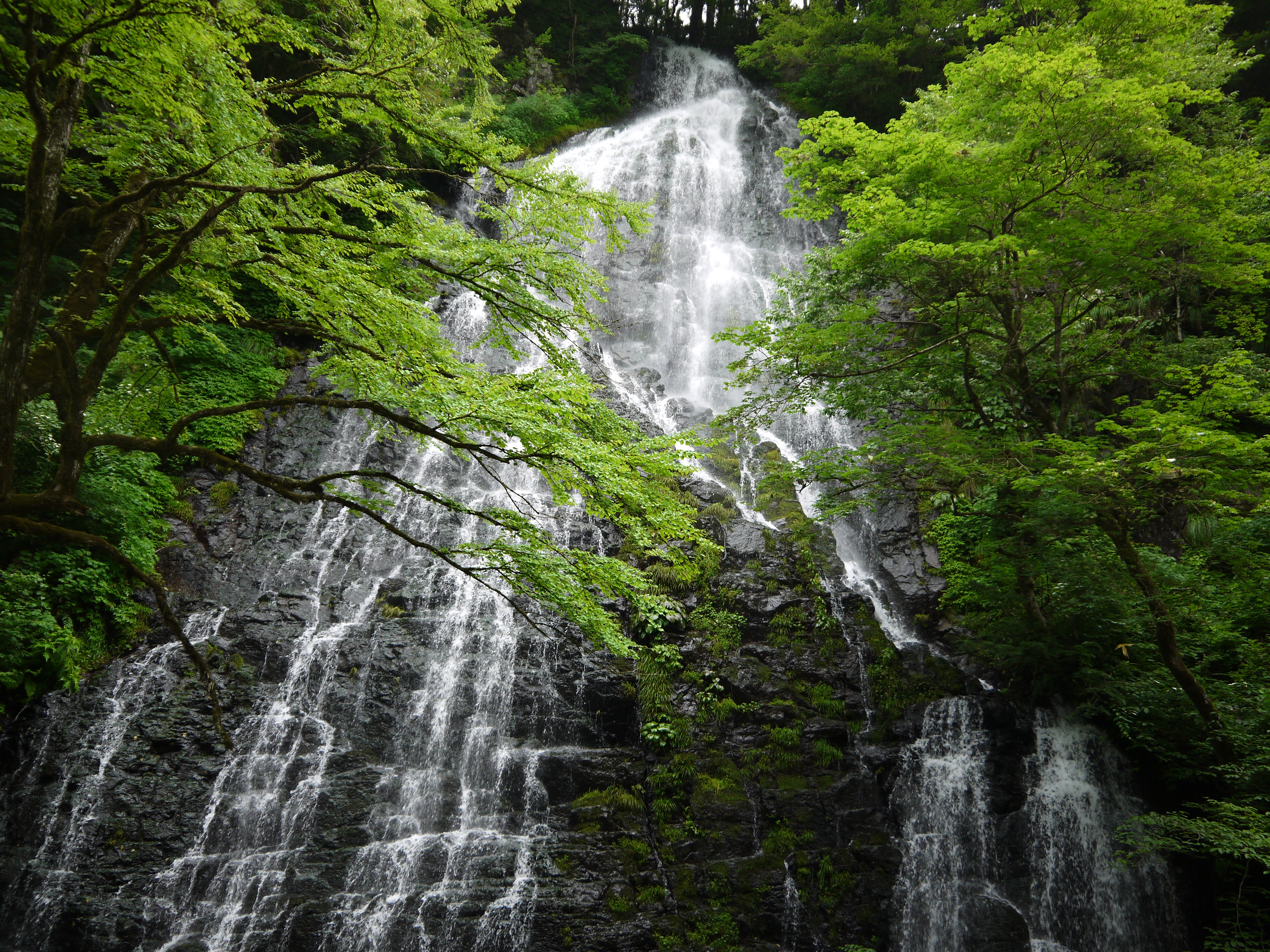
龍双ヶ滝

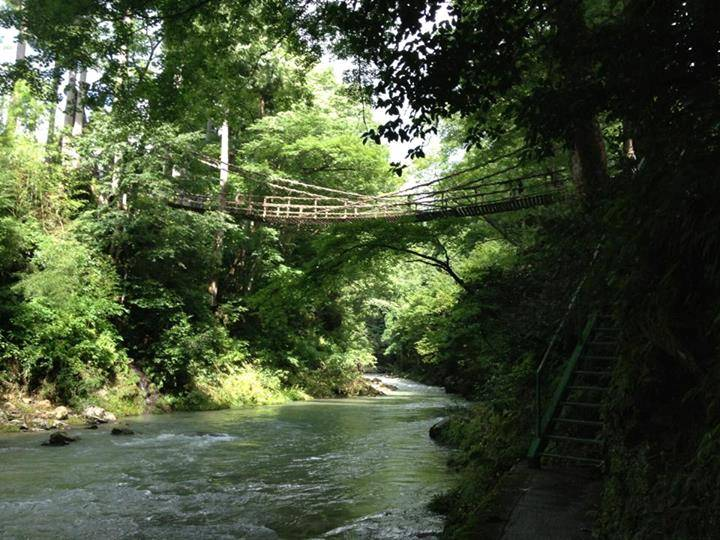
池田町のかずら橋

池田町（いけだちょう）は、福井県嶺北地方にある町。足羽川最上流部の岐阜県との県境に位置する小盆地の町である。同町のみで今立郡を構成する。
内陸の山間部にあり、町域の約9割は森林で、福井県でも有数の豪雪地帯という山間僻地である。
伝統芸能の能楽、それに伴う能面芸術の文化を受け継いできた。

## 地理
主な居住域は、周囲を山で囲まれた海抜150〜250m程度の場所に若干広がっている谷間。日本有数の豪雪地帯であり、町全域が特別豪雪地帯の指定を受けている。
- 山: 冠山 (岐阜・福井県境)、部子山
- 河川：足羽川

### 隣接している自治体
以下の6市町と隣接している。
福井県
- 福井市
- 大野市
- 南条郡南越前町
- 越前市
- 鯖江市

岐阜県
- 揖斐郡揖斐川町

このうち、鯖江市と接しているのは福井市・越前市を含む4市町境となっている山頂1点のみ。また、南越前町・大野市と接続する道路はいずれも冬季閉鎖となる。

### 人口
| |                                        |  |
| 池田町と全国の年齢別人口分布（2005年） | 池田町の年齢・男女別人口分布（2005年） |  |
| ■紫色 ― 池田町 ■緑色 ― 日本全国 | ■青色 ― 男性 ■赤色 ― 女性              |  |
| 池田町（に相当する地域）の人口の推移 \| 1970年（昭和45年） \| 5,524人 \| \| \| 1975年（昭和50年） \| 4,814人 \| \| \| 1980年（昭和55年） \| 4,510人 \| \| \| 1985年（昭和60年） \| 4,318人 \| \| \| 1990年（平成2年） \| 4,203人 \| \| \| 1995年（平成7年） \| 4,032人 \| \| \| 2000年（平成12年） \| 3,759人 \| \| \| 2005年（平成17年） \| 3,405人 \| \| \| 2010年（平成22年） \| 3,046人 \| \| \| 2015年（平成27年） \| 2,638人 \| \| \| 2020年（令和2年） \| 2,423人 \| \| |                                        |  |
| 総務省統計局 国勢調査より |                                        |  |
| 1970年（昭和45年） | 5,524人                                |  |
| 1975年（昭和50年） | 4,814人                                |  |
| 1980年（昭和55年） | 4,510人                                |  |
| 1985年（昭和60年） | 4,318人                                |  |
| 1990年（平成2年） | 4,203人                                |  |
| 1995年（平成7年） | 4,032人                                |  |
| 2000年（平成12年） | 3,759人                                |  |
| 2005年（平成17年） | 3,405人                                |  |
| 2010年（平成22年） | 3,046人                                |  |
| 2015年（平成27年） | 2,638人                                |  |
| 2020年（令和2年） | 2,423人                                |  |

過疎地域自立促進特別措置法2条1項により過疎市町村に指定されている。2015年国勢調査において北陸地方3県（新潟県を含まず）では、唯一の村である富山県中新川郡舟橋村を下回り、人口最少の市町村となっている。
2024年、民間の有識者らで作る人口戦略会議は、各市町村における2020年から30年間の女性人口減少率を予想。池田町では、20歳から39歳の女性が72.0%減少する（福井県下で最大値）とし、将来的に消滅する可能性が高い「消滅可能性自治体」であることを発表した。

#### 健康
- 平均年齢 56.9歳（2020年国勢調査）

## 歴史

### 沿革
- 1955年（昭和30年）3月31日 - 今立郡上池田村及び下池田村が合併して、池田村が発足[5]。
- 1964年（昭和39年）9月1日 - 町制施行して、池田町となる[5]。

## 行政
- 町長：杉本博文

### 姉妹都市・提携都市
- 池田町（北海道十勝管内中川郡）
- 池田町（長野県北安曇郡）
- 池田町（岐阜県揖斐郡）
- 池田町（徳島県三好郡、現：三好市）
- 池田町（香川県小豆郡、現：小豆島町）
  - 1986年4月に姉妹縁組締結。
- 池田市（大阪府）
  - 1988年8月に姉妹縁組締結。

1985年（昭和60年）から2005年（平成17年）までの間、上記7市町の持ち回りで毎年1回の「全国池田サミット」が開かれていた。

### 町職員間の結婚に伴う退職慣行
1993年から、町職員同士が結婚した場合、夫婦どちらかに退職を促す慣習があり、憲法違反のおそれがあると指摘された。この慣習は、採用時に説明されない「暗黙のルール」であり、2020年までに3組ほどの夫婦が対象になったが、いずれも女性職員が辞めたとされている。一方、2020年以降は退職勧奨が1度あったが、実際には退職しなかったという。2020年8月の町議会で問題が取り上げられ、町の職員組合も撤廃の要望書を出しているが、町側は「職員の高い給与水準を批判する町民感情」「人事ローテーションの制約」「過去に退職した人がいるので、今更やめたら不公平」などを理由に「撤廃する予定はない」と回答している。2024年3月の町議会で質問が挙がった際、副町長の溝口淳は「人事配置上の制約がある」などと述べ、今後も継続することが改めて示されている。

### 移住希望者向け「七か条」
2023年初時点の人口は約2300人で30年でほぼ半減し、高齢化率は45％と全国平均（29％）を上回る。多くの自治体と同様に移住者を誘致しており、年20～30人程度が町外からやって来る。雪かきや草刈りなどの共同作業に移住者が参加したがらないといった声が元からの住民にあり、33集落の区長会が『池田暮らしの七か条』を定め、2023年1月の町広報誌やウェブページに掲載した。集落の一員という自覚が望まれること、地域行事が多く都市にはなかった面倒さ、プライバシーが無いと感じるほどのお節介さがあることを説明し、移住当初はどんな人で、なぜ池田町へ来たかなど「品定めされることは自然」であり、「都会風を吹かさないよう心掛けてください」などと注意喚起する内容である。これが報じられるとインターネット上では、「排他性の極み」「上から目線」といった批判が相次ぎ、移住してきた町民でも不快感や恐怖を覚えたという意見が出た。
これに対して町役場は、「意図が伝わるようにすべきだった」としつつ、景観や伝統文化は濃いコミュニティーの努力で守られてきたことを知ってもらい、移住後に「知らない」「聞いていない」となる事態を避けるための心得として作成したもので、文面は変えず、さらに集落ごとの慣習をまとめた冊子を作成してよく説明していくと取材に答えている。農村研究や移住支援の専門家からも、表現に工夫の余地があるとしつつ、ミスマッチやトラブルを避けるために、一見マイナス面に思える情報も率直に発信することは意義があるという評価・コメントが出ている。
町内の各地区は移住者を含めた相互扶助の役割も担っているほか、町議会選挙においては「組織票」として機能する面もあり、立候補に際しては地区内で事前に了解を得ることが有利とされる。

## 経済

### 産業
- 主な産業　
  - 兼業を含め3分の2近くの世帯が農業を営んでいる。
- 産業人口（2005年国勢調査）
  - 第一次産業：158人
  - 第二次産業：697人
  - 第三次産業：774人

#### 農業
町全体で有機栽培への取り組みが進んでおり、日本農林規格（JAS）の有機認証ではなく、池田町独自の認証制度「ゆうきげんき正直農業」を作り、化学肥料なし、農薬も可能な限り使わない米や野菜づくりを行っている。主体は米作りで、除草剤の量を制限した米は「うららの米」の名でブランド化され、家庭から出る生ゴミと池田牛の糞で作った堆肥は「土魂壌（どこんじょう）」の名で一般販売もされている。毎朝収穫されたものの一部が福井市の大型商業施設に開いた同町のアンテナショップへ運ばれ直売、都市部の消費者の人気を呼んでいる。

#### 商業
2011年（平成23年）4月に唯一の観光物産店「こってコテいけだ」がオープンした。
コンビニエンスストア、スーパーマーケット、ドラッグストアは平成時代末期まで1軒もなかった。2018年（平成30年）8月、町役場の西面向かいに福井県内資本のドラッグストアであるゲンキー池田稲荷店（現・池田町店）が開業した。

## 健康
- 平均年齢 51.9歳（2005年国勢調査）

福井県の現行市町、調査当時の市町村いずれにおいても最も高い。
- 町内の医療機関は診療所2か所（内科・小児科）、歯科1か所がある。

## 教育

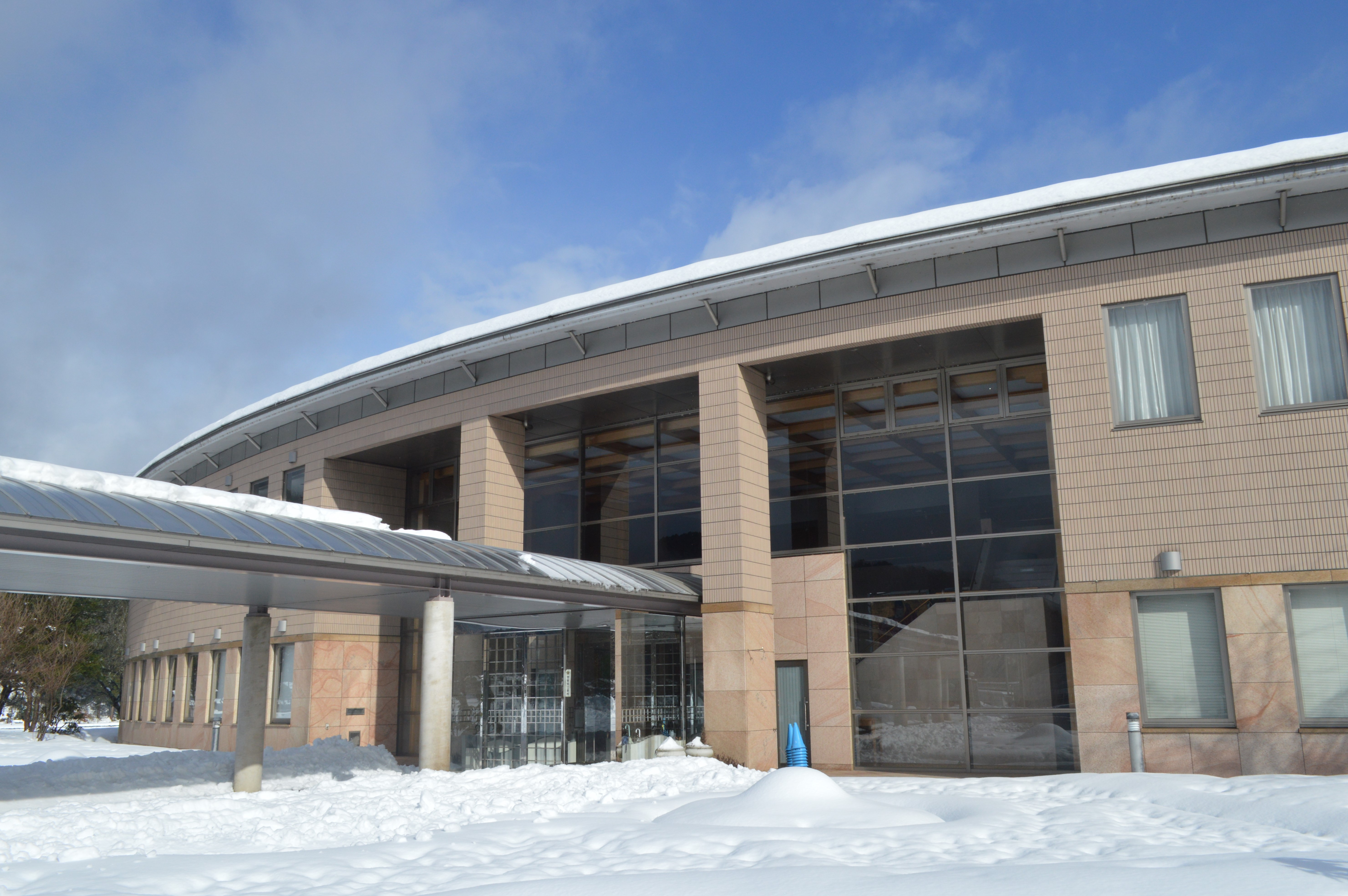
池田町立図書館

### 中学校
- 池田町立池田中学校 - 準へき地校。

### 小学校
- 池田町立池田小学校 - 準へき地校。

### 図書館
- 池田町立図書館 - 1995年（平成7年）10月開館。書店がない池田町における情報発信の拠点施設と位置付けられている[26]。

## 交通
池田町を鉄道路線は通っていない。公共交通機関のみを利用する場合は、北陸新幹線 福井駅や、ハピラインふくい線 武生駅など。鉄道駅からタクシー・レンタカー・カーシェアリング利用の場合は、北陸新幹線 越前たけふ駅がそれら常駐駅からの最短（町役場まで約18 km）となる。

### バス・乗合タクシー路線
いずれも本数は少ない。町内区間はバス停留所標識のない経路上でも乗降可能としている。
- 福井鉄道（福鉄バス） - 池田線
  - ハピラインふくい線武生駅・福井鉄道福武線たけふ新駅（越前市）との間の一般乗合バス路線。北陸新幹線越前たけふ駅の北1.5 kmにある福井県道2号武生美山線上の「塚町口」を経て、新清水谷トンネルにて町内に入り、役場所在集落の「稲荷」までは武生駅から約1時間、「塚町口」からは約45分。2018年8月8日から1日1便を、ヤマト運輸の宅急便の輸送に使用している（貨客混載）[27][28]。
- 池田町 町民協働バス「マイバス」（2019年4月に京福バス池田線から転換）
  - 北陸新幹線ほかの福井駅（福井市）との間のマイクロバス・乗合タクシー路線（ともに町所有自家用車使用）。概ね足羽川に沿う経路（国道158号 - 県道武生美山線 - 国道476号）で町内に入り、福井駅から町役場まで約1時間。福井市内の乗降地点は福井駅東口（一乗谷口）・県立中等学校前・総合病院などに限られ、両市町に跨がる利用のみ可能。平日の一部便、土休日全便はデマンド運行につき役場へ要予約。
- 池田町 町民バスなかま号
  - 町役場を拠点に町内常住集落を網羅するコミュニティバス。小人50円、大人100円。土休日運休。
- 福井市 美山地域バス（味見ルート） - 大野観光自動車に運行委託（市所有自家用マイクロバス車両使用）
  - 町内には乗り入れていないが、町北端部の福井市境に面する松ヶ谷集落であれば越美北線美山駅を発着するコミュニティバスを利用し、福井市側の隣接集落にある「折立」停留所から国道476号で約800 mと比較的近い。

### 道路
福井県の市町では唯一、高速道路や地域高規格道路の供用および整備計画がない。高速道路の最寄はE8北陸自動車道 武生IC（町役場まで約17 km）または 福井IC（同約26 km）である。

#### 一般国道
町内を走る一般国道
- 国道417号
  - 岐阜・福井県境部の車両通行不能区間を解消する工事が冠山付近で進められた（冠山峠道路）。県境を越える全長約4.8 kmとなるトンネルが2020年11月に貫通、2023年11月19日に開通した[29]。
  - また、勾配線形の良くない越前市境部においても新たなトンネルを設けるなどの改良工事が進められ、板垣坂バイパスとして2024年11月24日に開通した[30]。同年以後、板垣坂バイパス区間に並行する現道は冬季閉鎖となっている。
  - この路線は岐阜県側でも同名の町を経由するため、同県内の案内標識では本町が「福井県池田」と表記されている場合もある。
- 国道476号

#### 都道府県道
町内を走る県道
- 福井県道2号武生美山線
- 福井県道34号松ケ谷宝慶寺大野線
- 福井県道117号今立池田線
- 福井県道175号熊河池田線
- 福井県道201号菅生武生線
- 福井県道203号池田南条線
- 福井県道248号武生池田線 - 町内区間全線で国道と重複。

岐阜県へ抜ける代替道路
- 林道冠山線 - 例年11月頃から5月頃まで冬季閉鎖となる。

## 通信・郵便

### 電話
町内の固定電話市外局番は、武生MA(単位料金区域）と同一の範囲を持つ0778で統一されており、以下の区域への通話は市外局番不要かつ市内通話料金が適用される。
- 0778 エリア
  - 鯖江市、越前市、今立郡池田町、丹生郡越前町、南条郡南越前町

なおNTT西日本による級局区分は、2級局である。

### 郵便番号
- 池田郵便局 〒910-25xx（町内全域）

## 名所・旧跡・観光スポット
- 龍双ケ滝 - 日本の滝百選。
- オウ穴群
- かずら橋 - 1989年架橋。全長44メートル、幅1.8メートル、川からの高さ12メートル[31]。
- 能面美術館
- 須波阿湏疑神社 - 本殿・天神の能面が国の重要文化財。
- 日野宮神社
- 鵜甘神社
- 志津原キャンプ場
- 新保ファミリースキー場
- まちの市場「こってコテいけだ」
- 堀口家住宅（国の重要文化財）
- 岡家薬医門（町の重要文化財）
- ツリーピクニックアドベンチャーいけだ
- 池田町立クライミングウォール

### 祭事・催事
- 水海の田楽・能舞（2月15日:鵜甘神社、国の重要無形民俗文化財）
- 能面祭（2月6日、須波阿須疑神社）[32]
- 池田大祭（6月9日-11日、須波阿湏疑神社）[33]
- 池田追分け（6月9日および盆、須波阿湏疑神社、県無形民俗文化財）[34]
- さかずき取り（9月、清水谷八幡神社）
- 能楽の里池田マラソン（10月）

## 出身有名人
- 山本信一郎 - 官僚。宮内庁長官。
- 杉本博文 - 政治家。池田町長。
- 徳南堅太 - フェンシング選手。
- 朝日奈蒼 - 宝塚歌劇団宙組男役。97期生。